# Alois Hudal
Alois Karl Hudal (Graz, 31 de maio de 1885 — Roma, 13 de maio de 1963) foi um bispo católico austríaco baseado em Roma, onde era conhecido como Luigi Hudal.

## Carreira
Por 30 anos, foi o chefe do Colégio Teutônico de Santa Maria dell'Anima em Roma e, até 1937, um representante influente da igreja austríaca. Em seu livro de 1937, Die Grundlagen des Nationalsozialismus: Eine ideengeschichtliche Untersuchung ("As Bases do Nacional Socialismo"; publicado em Lípsia e Viena em 1936–37), Hudal elogiou Adolf Hitler e algumas de suas políticas e, indiretamente, atacou as políticas do Vaticano.
A anexação alemã da Áustria (Anschluss) foi apoiada com entusiasmo por Hudal na imprensa austríaca, contrariamente à posição de vários bispos da Áustria. Após a Segunda Guerra Mundial, Hudal ajudou a estabelecer as "ratlines", que serviram como rotas de fugas para importantes líderes alemães nazistas e outros oficiais e políticos europeus do Eixo, entre eles criminosos de guerra, escapassem de julgamentos, como os famosos julgamentos Nuremberga e da desnazificação dos Aliados. Esta organização facilitou a fuga de Adolf Eichmann, Gustav Wagner, Alois Brunner, Erich Priebke, Eduard Roschmann, Franz Stangl, Walter Rauff, Aribert Heim, Herberts Cukurs, Ante Pavelić e Josef Mengele, entre outros.